# Peter Lawrie
Peter Lawrie (* 12. März 1974 in Dublin, Irland) ist ein irischer Profigolfer der European Tour.
Lawrie genoss eine Ausbildung am University College Dublin im Rahmen eines Golfstipendiums. Er gewann 1996 die Irish Amateur Closed Championship und wurde 1997 Berufsgolfer. Es dauerte einige Jahre, um sich für die European Tour zu qualifizieren, aber ein vierter Platz in der Saisonwertung 2002 der Challenge Tour brachte ihm schließlich die Spielberechtigung. In seinem ersten Jahr (2003) wurde Lawrie als bester Neuling mit dem Sir Henry Cotton Rookie of the Year Award ausgezeichnet. Er war der erste irische Golfer, dem diese Ehrung zuteilwurde. Nach konstant guten Leistungen in den darauffolgenden Spielzeiten gelang Lawrie im Mai 2008 der erste Turniersieg auf der European Tour. Er gewann die Open de España im Playoff gegen den Spanier Ignacio Garrido.

## Turniersiege
- 2002 Challenge Tour Grand Final (Challenge Tour)
- 2008 Open de España (European Tour)

## Resultate bei Major Championships
| Tournament        | 2005 | 2006 | 2007 | 2008 | 2009 | 2010 | 2011 | 2012 | 2013 |
| ----------------- | ---- | ---- | ---- | ---- | ---- | ---- | ---- | ---- | ---- |
| Masters           | DNP  | DNP  | DNP  | DNP  | DNP  | DNP  | DNP  | DNP  | DNP  |
| US Open           | DNP  | DNP  | DNP  | DNP  | DNP  | DNP  | DNP  | CUT  | DNP  |
| Open Championship | CUT  | DNP  | DNP  | DNP  | DNP  | DNP  | DNP  | DNP  | DNP  |
| PGA Championship  | DNP  | DNP  | DNP  | DNP  | DNP  | DNP  | DNP  | DNP  |      |

DNP = nicht teilgenommen

CUT = Cut nicht geschafft

„T“ geteilte Platzierung

Grüner Hintergrund für Siege

Gelber Hintergrund für Top 10